# George Nelson (astronaute)
Pour les articles homonymes, voir George Nelson et Nelson.
Georges Driver Nelson dit Pinky Nelson est un astronaute américain né le 13 juillet 1950.

## Vols réalisés
Il réalise 3 vols en tant que spécialiste de mission :
- 6 avril 1984 : Challenger (STS-41-C)
- 12 janvier 1986 : Columbia (STS-61-C)
- 29 septembre 1988 : Discovery (STS-26)